# Podgarić (jezero)
Podgarić je umjetno akumulacijsko jezero u Hrvatskoj. Nalazi se u Bjelovarsko-bilogorskoj županiji, u općini Berek i naselju Podgarić (po kojem je dobilo ime). Površina iznosi 46 633 m². Rijeka Garešnica prolazi kroz jezero. U jezeru se nalazi otočić, koji je mostom povezan s kopnom.